# Геворкян, Ара Карленович
Ара Карленович Геворкян (арм. Արա Կառլենի Գևորգյան; 19 апреля 1960, Ереван) — армянский музыкант, композитор и музыкальный продюсер. В 2004 году ему было присвоено звание заслуженного артиста Республики Армения. Геворкян наиболее известен своим произведением «Арцах», получившим большую популярность в Армении и мире.

## Биография
Геворкян родился в музыкальной семье. Мать — народная певица Армении Валя Самвелян, отец — художественный руководитель Ансамбля народных инструментов Карлен Геворкян. Учился в школе № 31 Еревана, а также в музыкальной школе А. Тиграняна. С 1983 по 1987 годы учился в Армянском государственном педагогическом университете на факультете деревянных духовых инструментов и популярной музыки. В 1987—1989 годах там же преподавал дирижёрское искусство, затем работал на 3 канале армянского телевидения.
В 1983 году основал музыкальную группу «Ралли», с которой участвовал в различных фестивалях по всему миру.
Геворкян участвовал в церемонии открытия года армянской культуры в России в Кремлёвском дворце в присутствии президентов Армении и России — Роберта Кочаряна и Владимира Путина, а также знаменитого певца Шарля Азнавура. В 2001 году дал авторский концерт в честь 1700-летия принятия христианства в Армении. В 2005 году в честь 90-летия памяти жертв геноцида армян его произведение «Адана» было переведено на 20 языков мира и исполнено в Цицернакаберде артистами, прибывшими из разных стран.
Ара Геворкян сотрудничает с такими артистами, как Дживан Гаспарян, Ян Гиллан, Демис Руссос, Педро Эустаче, Даниэль Декер и другими. Его самые известные произведения — «Арцах», «Адана», «Ов айоц ашхар», «Овкяносиц айн кохм». Геворкян также написал музыку к балету «Золотая клетка» для российской балерины Анастасии Волочковой.
Женат, имеет дочь Ани и сына Давида.

## Награды
- медаль «Михаил Ломоносов» — Россия
- золотая медаль Министерства культуры Республики Армения

## Дискография

### Аудио
- 1995 «Օվկիանոսից այն կողմ» (Over the ocean)
- 1997 «Կարոտ» (Nostalgie)
- 1999 «Անի (Ani) (a prize winner of Armenian Music Awards in the US)
- 2001 «Խոր Վիրապ» (Khor Virap) (a prize winner of Armenian Music Awards in the US).
- 2005 «Ադանա» (Adana)
- 2009 «Վաղարշապատ» (Vagharshapat) (a prize winner of Armenian Music Awards in the US).
- 2010 «The Best of Ara Geovrgyan»

## Видео
- 1999 «Live in Alex Theater», Los Angeles, EYE Records
- 2002 «My Sardarapat», live in Armenia
- 2003 «Ov Hayots Ashkhar»
- 2007 «Live in Kremlin», Moscow, Russia
- 2009 «Live in Citadel», Aleppo, Syria
- 2009 «The Best of Ara Gevorgyan»